# Leningradsky (huyện)
Huyện Leningradsky (tiếng Nga: ? райо́н) là một huyện hành chính tự quản (raion), của Vùng Krasnodar, Nga. Huyện có diện tích 1417 km², dân số thời điểm ngày 1 tháng 1 năm 2000 là 69200 người. Trung tâm của huyện đóng ở Stanitsa Leningradskaya.